# 1932年全国体育大会
1932年全国体育大会（1932ねんぜんこくたいいくたいかい）は、日本統治時代の朝鮮において、1932年5月27日から12月10日まで、京城府で開催された全国体育大会。1932年に開催された第2回全朝鮮籠球選手権大会、第3回全朝鮮水上競技大会、第4回全朝鮮シルム大会、第3回全朝鮮重量挙げ大会、第8回全朝鮮陸上競技大会、第12回全朝鮮庭球大会、第13回全朝鮮蹴球大会は、1932年全国体育大会の一部として認められている。

## 種目

### バスケットボール
バスケットボール大会は「第2回全朝鮮籠球選手権大会」として開催され、日本統治時代の1932年5月27日から5月28日まで京城府の京城運動場で開催された。朝鮮体育会は大会をおこなうため、1932年5月23日まで応募を受け付け、5月23日に抽選会を開催した。予選競技は、5分6ラウンドの合計30分でおこなわれ、決勝戦はクォーターごとに10分の合計40分でおこなわれた。
漢城実業専門学校、普成専門学校、百合籠球団、三角籠球団、
養正高等普通学校、全中央基督教青年会学校、ヒョプソン実業学校、徽文高等普通学校の8チームが出場し、決勝ではヒョプソン実業学校が23対21で普成専門学校に勝利して優勝した。

### 水泳
水泳競技は、朝鮮体育会が朝鮮水上競技協会と共同で、「第3回全朝鮮水上競技大会」として開催した。水泳競技は、1932年9月10日に朝鮮総督府鉄道局のプールで開催され、18種目の競技から構成された。

### シルム
シルム競技は、「第4回全朝鮮シルム大会」として開催された。日本統治時代の1932年11月12日、京城府の天道教記念館で開催された。団体戦のみがおこなわれ、京城農業、儆新学校、東星商業、培材高等普通学校、普成高等普通学校、松都高等普通学校、スンイン商業、養正高等普通学校、中東学校、中央高等普通学校、ヒョプソン実業、徽文高等普通学校の12団体が参加した。決勝戦では、普成高等普通学校が徽文高等普通学校を5:2で破って優勝した。

### 野球
野球競技は、「第13回全朝鮮野球大会」として開催された。1932年6月16日から18日まで、日本統治時代の京城府の京城運動場の野球場と徽文高等普通学校の運動場で競技がおこなわれた。小学部の競技は7回戦でおこなわれ、中学部と青年部は9回戦でおこなわれた。小学部では、攻玉普通学校、チェドン公立普通学校、チュキョ公立普通学校、ヒョチャン公立普通学校の4チームが参加し、攻玉普通学校が決勝でチェドン公立普通学校を2対1で破って優勝した。中学部では、儆新学校、松都高等普通学校、中央高等普通学校、徽文高等普通学校の4チームが参加し、決勝では中央高等普通学校が17回延長戦の末、8対3で徽文高等普通学校を破り優勝した。青年部では、延禧専門学校、ウォルソン・クラブ、チョンヨンヒ専門の3チームが参加し、ウォルソン・クラブは決勝でチョンヨンヒ専門を15対5で破って優勝した。

### 重量挙げ
重量挙げ競技は、「第3回全朝鮮重量挙げ大会」として開催された。1932年12月10日、日本統治時代の京城府の長谷川公会堂で競技がおこなわれた。軽軽量級、軽量級、軽重量級、重量級の4部門で開催され、イ・ドクフン、キム・ヨンソン、ソン・ハクジュン、キム・ヒハクが各種目で優勝した。

### 陸上競技
陸上競技は、「第8回全朝鮮陸上競技大会」として開催され、1932年10月22日、日本統治時代の京城府の京城運動場で競技がおこなわれた。参加の申し込みは10月19日まで受け付けられ、参加費は、男子は個人種目は1人あたり30銭、男子団体戦は1チームあたり1円であった。女性種目も用意され、参加する選手に参加費は請求されなかったが、女子種目性は参加者不足で開催されなかった。この結果、陸上競技は24種目が開催され、男子種目のみがおこなわれた。

### テニス
テニス競技は、「第12回全朝鮮庭球大会」として開催され、1932年6月24日、日本統治時代の京城府の京城運動場で競技がおこなわれた。参加の申し込みは6月20日まで受け付けられ、抽選は6月21日午後5時に東亜日報講堂で開催された。中学部では、儆新学校、東星商業、培材高等普通学校、普成高等普通学校、ヤンジョン高等普通学校、チェイル高等普通学校、中東学校、中央高等普通学校、徽文高師範学校の9校が出場し、専門部では大邱医科専門学校、普成専門学校、中央仏教専門学校の3チームが参加し、青年部ではペクン・クラブ、チェウ・クラブ、テヤン・クラブ、ヘファ・クラブの4チームが出場した。中学部と専門部の競技は、シングルエリミネーショントーナメント形式で開催され、青年部はリーグ形式でおこなわれた。中学部の競技ではヤンジョン高等普通学校が中東学校に3対2で勝利し、専門部では普成専門学校が大邱医科専門学校に3対0で勝利して優勝、青年部ではチェウ・クラブがテヤング・クラブに3対0で勝利して優勝した。

### サッカー
サッカー競技は、「第13回全朝鮮蹴球大会」として開催され、1932年11月2日から5日まで、日本統治時代の京城府の京城運動場で競技がおこなわれた。参加の申し込みは10月29日まで受け付けられ、抽選は10月30日に開催された。青年部と専門部のチームあたりの参加費は5円、中学部は3円だったが、小学部や朝鮮体育大会の団体会員は、参加費を免除された。各チームは選手16人とコーチ1人で構成されていた。
小学部では、ケソン学校、テドン学校、ボイン普通学校、スンドン学校、チョヤン学校、チュンシン学院の6校が参加し、中学部では、京城農業、儆新学校、培材高等普通学校、普成高等普通学校、スンイン商業、シルアプジョンス学校、中東学校、中央高等普通学校、晋州高等普通学校、青年学館、徽文高等普通学校など12校が出場した。専門部の競技には普成専門学校と延禧専門学校が参加し、青年部は、鷄林蹴球団、蓬莱蹴球団（봉래 축구단）、清津蹴球団が参加した.。さらに、労働部では、20年以上前に引退した選手や30歳以上のベテラン選手が競技に参加した。労働紅白戦と称されたこのゲームは、当時は正規種目ではなかったが、今日では韓国体育協会によって国民体育祭の一部に分類されている。
中学部の種目は前後半25分の50分、中学部の種目は前後半30分の60分で行われた。青年部の競技は、前後半35分の70分で構成されていた。
小学部の種目ではテドン学校とチュンシン学院が決勝に進出したが、両チームとも年齢制限を超えた選手が含まれていたため、決勝戦はおこなわれず、優勝者はいない。中学部の競技では、京城農業が決勝で培材高等普通学校を3対2で破って優勝した。専門部では、普成専門学校が延禧専門学校に2対0で勝利し優勝した。 リーグ戦形式の青年部では、清津蹴球団が優勝した。